# Castillo de Näsby

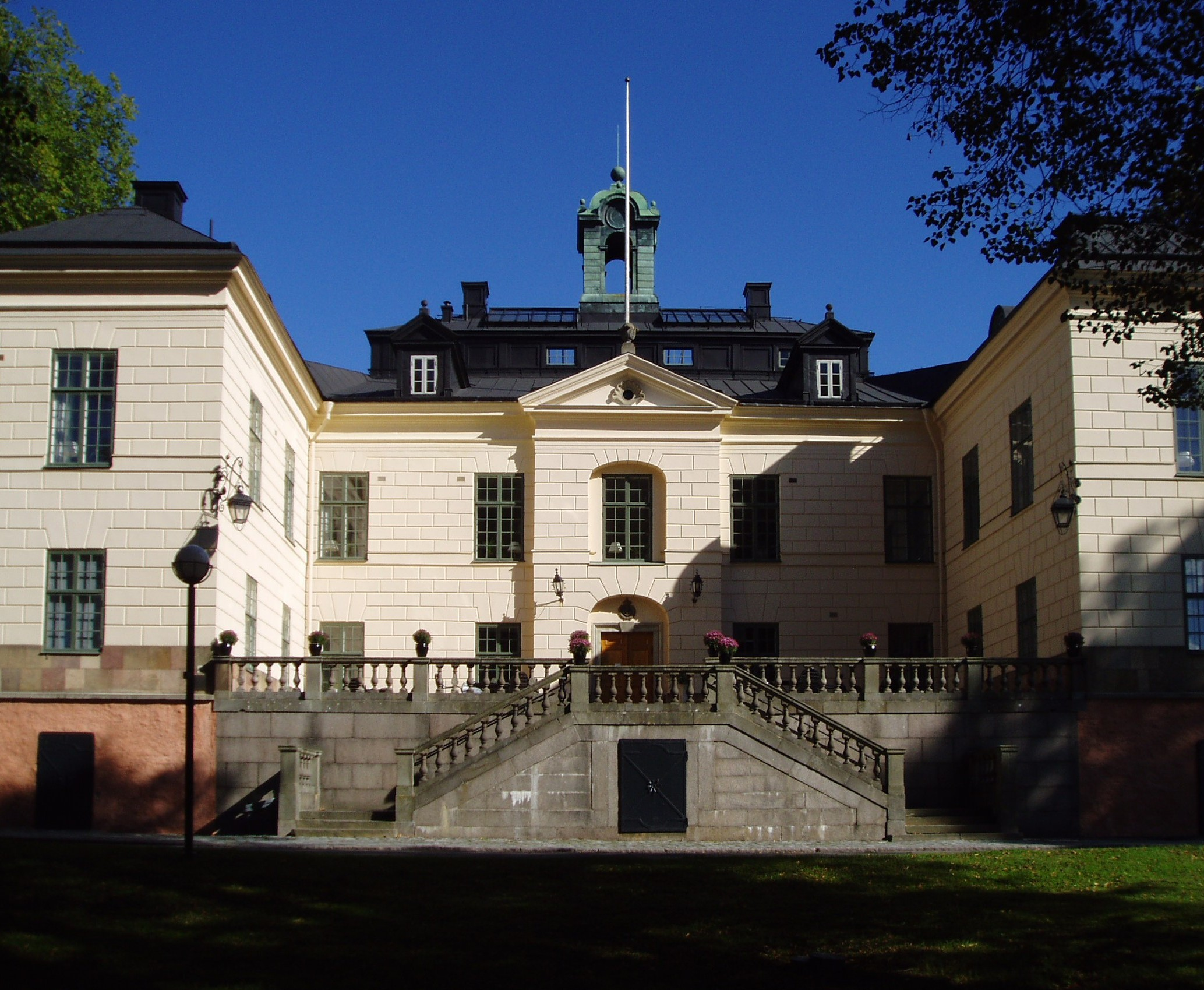
Mansión de Näsby en septiembre de 2011.

La Mansión de Näsby es una mansión localizada en el municipio de Täby, al norte de Estocolmo.
Construido originalmente en la década de 1660 y diseñado por Nicodemus Tessin el Viejo, la Mansión de Näsby se sitúa en el espacio pintoresco y natural de Näsbyviken. La mansión sufrió un incendio hasta los cimientos en 1897, pero fue reconstruida según el diseño original a iniciativa de Carl Robert Lamm y Dora Lamm en 1903-1904. Partes del jardín de la antigua mansión todavía existen y están bien conservados. 